# Жирнохвостый тушканчик
Жирнохвостый тушканчик, или жирнохвостый карликовый тушканчик, трёхпалый карликовый тушканчик, трёхпалый полутушканчик (лат. Salpingotus crassicauda) — вид из рода трёхпалые карликовые тушканчики семейства тушканчиковые.

## Распространение
Обитает в песчаных пустынях и полупустынях северной половины Центральной Азии и крайнего востока Казахстана. На территории Казахстана встречается только в Зайсанской котловине (северо-западная окраина видового ареала).
В Центральной Азии ареал охватывает Западную и Южную Монголию и Северо-Западный и Северный Китай. В Монголии населяет Котловину Больших Озёр, Джунгарскую Гоби, Шаргин-Гоби, долину Гобийских озёр, межгорные долины Гобийского Алтая, Заалтайский Гоби и Восточную Гоби. В Китае обнаружен в Джунгарии (на севере и востоке), во Внутренней Монголии и в провинции Ганьсу.
Исходя из ареала, выделяются два подвида жирнохвостого тушканчика:
- джунгарский жирнохвостый карликовый тушканчик (Salpingotus crassicauda crassicauda  Vinogradov, 1924);
- гобийский жирнохвостый карликовый тушканчик (Salpingotus crassicauda gobicus Sokolov & Shenbrot, 1988)[5].

## Внешний вид
Животное среднего размера в пределах своего рода. По размерам и пропорциям тела сходен с бледным тушканчиком (при этом имеет несколько меньшие размеры) и тушканчиком Гептнера (относительно этого вида имеет менее крупную голову). Средняя длина тела — 53,4 мм, хвоста — 101,1 мм. Средняя масса тела — 9,2 г. Половой диморфизм выражен лишь в размерах концевой кисточки хвоста: у самцов она в 2 раза больше, чем у самок. Ступни длинные, около 21,7 мм.
Верх головы и спина покрыты светлым охристо-серым мехом, затемнённым продольной струйчатостью. Волосы головы и меха трёхцветные: основание — серовато-белое (около 75 % длины), постепенное переходящее в пепельно- или тёмно-серое, затем — бледно- или ярко-охристый поясок (15-20 % длины), вершина — тёмно-серого цвета. Кольца вокруг носа, губы, горло, грудь, брюхо, наружные и внутренние поверхности передних и задних конечностей и щётка на ступе чисто белые. Вокруг глаз и ушей присутствуют белые кольца. Хвост покрыт короткими, густыми волосами. Снизу хвост белый, сверху — бледный серовато-охристый. На конце хвоста присутствует кисточка светло-серого цвета.
Диплоидное число хромосом — 46, число плеч аутосом — 86.

## Образ жизни
Активность строго ночная. Нора жирнохвостого тушканчика представляет собой один ход с расположенными по нему камерами и тупичками. Во время сбора корма зверьки передвигаются короткими прыжками длиной около 2 см. При быстром беге длина прыжков достигает 18-25 см.
В первой-третьей декаде сентября жирнохвостые тушканчики, населяющую Зайсанскую котловину, впадают в спячку. Пробуждаются в конце апреля. Перед спячкой фиксируется увеличение веса животных до 12-13 г.
Основу рациона составляют семена и насекомые (пауки, кузнечики, бабочки, мелкие жуки). Весной и в начале лета в диете преобладают беспозвоночные, а во второй половине лета — семена. Суточное потребление кормов в неволе — 3-4 г, или 30-50 % массы тела.

## Размножение
В Зайсанской долине размножение начинается в конце первой декады мая. Однако эти сроки в зависимости от погоды могут варьироваться от конца апреля до третьей декады мая. Весенний год длится две недели. После рождения первых выводков начинается второй цикл размножения. Продолжительность беременности точно не установлена, предположительно, длится от 19 до 25 дней. В выводке от 1 до 6 детёнышей. Период с рождения до выхода из нор длится 24-25 дней. Половая зрелость наступает на 9-11 месяце жизни после первой зимовки. Максимальная продолжительность жизни в природе составляет не более трёх лет.